# 东波罗的人种
东波罗的人种（英語：East Baltic race），又称为東欧人种或白海—波羅的海人種（White Sea-Baltic Race），是人类学家在20世纪提出的白人类型。

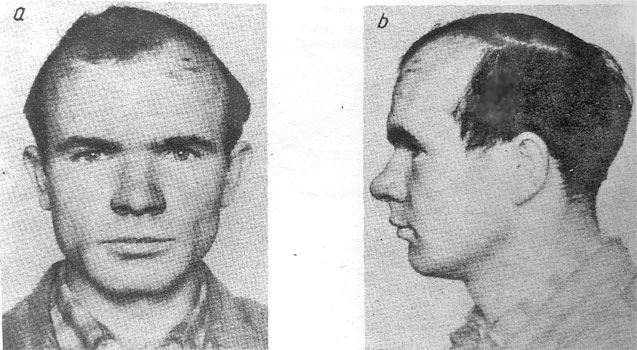
波兰人，东波罗的人种。1973年波兰罗兹大学人类学中心（Oddział Polskiego Towarzystwa Ludoznawczego w Łodzi）著。

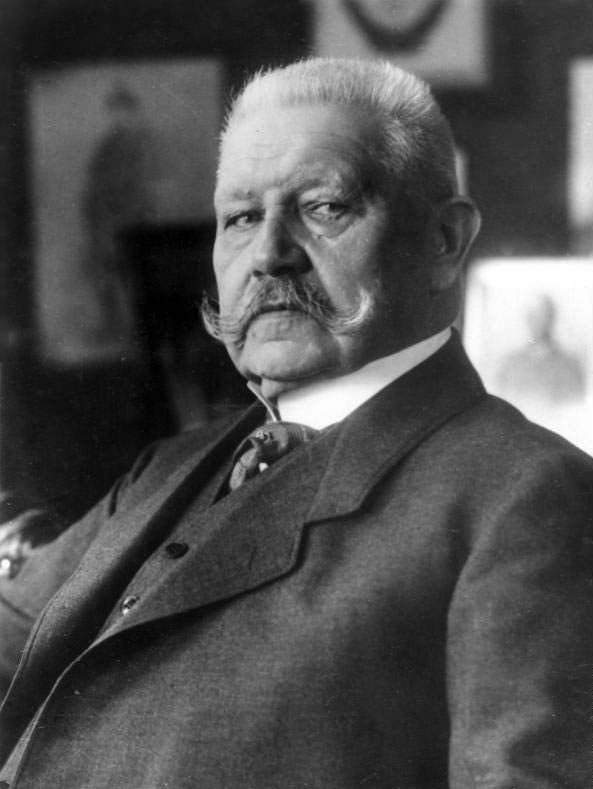
德意志国国家总统保罗·冯·兴登堡，为典型的东波罗的人种。

这类型身材中等、体格强壮、头型短、面阔、重大的下頜骨、短鼻子、眼珠灰色（他们因与烏拉尔民族混血，这人种黄色人种特点較明显）。他们是被認為是北欧人种与阿尔卑斯人种的混合。東斯拉夫人與芬蘭人也是此人種。

## 体质
此人种的特征为短头、宽脸、厚重的下颌、下巴不突出、扁平、相当宽且低的鼻梁、短鼻子；僵硬而浅色（灰金色）的头发；浅色（灰色或淡蓝色）和带有轻微內眥皺襞的眼睛；浅色皮肤，底色为灰色。

## 分布
东波罗的人种分布在芬兰、爱沙尼亚和俄罗斯北部。并且分布在波罗的海地区的斯拉夫民族，波罗的民族，乌拉尔民族，甚至分布于一些个别的日耳曼民族（例如普鲁士和瑞典的当地人，他们在整个中世纪和近代历史上移民到该地区）。